# Aeromarine AM
L'Aeromarine AM est un biplan postal monoplace dessiné en 1923 par Paul Zimmerman pour remplacer les Airco DH.4 utilisés pour le transport postal aux États-Unis. La formule était classique, biplan à ailes inégales décalées et train classique fixe, mais le fuselage était à structure métallique avec revêtement en aluminium, une nouveauté aux États-Unis.

## AM-1 Mail Plane
Premier prototype. L’appareil souffrait de problèmes de stabilité qui entrainèrent rapidement son abandon. Ce monoplace avait une charge utile de 715 kg.

## AM-2 Night Mail Carrier
Second prototype, le radiateur du moteur Liberty, situé initialement au bord d’attaque du plan supérieur, étant repositionné sous le moteur.

## AM-3 Night Mail Carrier
Troisième et dernier prototype. Le radiateur était positionné devant le moteur et le réservoir de carburant transféré du plan supérieur au fuselage.
Malgré ces modifications successives cet appareil se révéla décevant et ne fut pas construit en série.